# St. Benedikti (Quedlinburg)

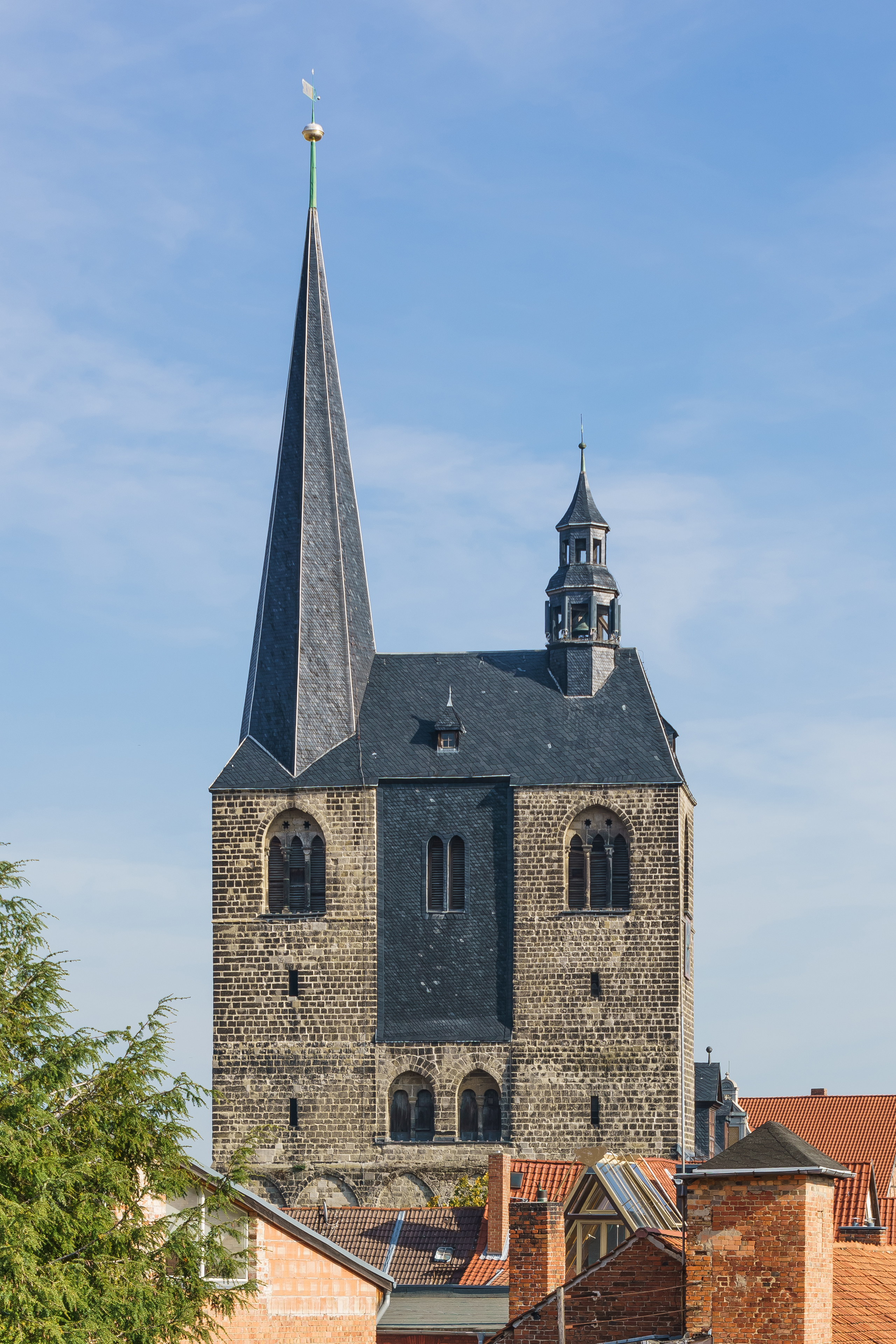
St. Benedikti, Ansicht von Westen

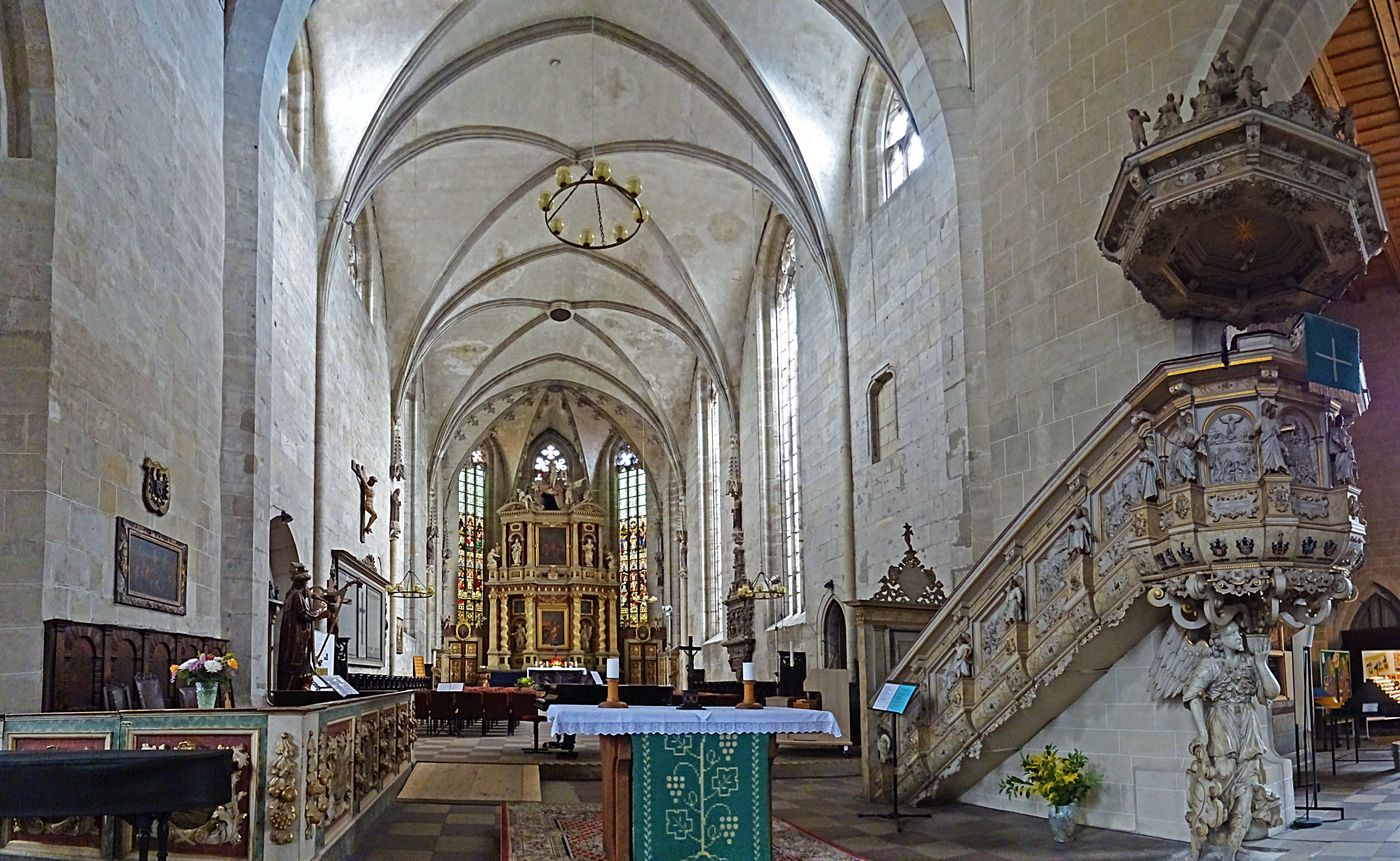
Innenansicht mit Hochaltar und Kanzel

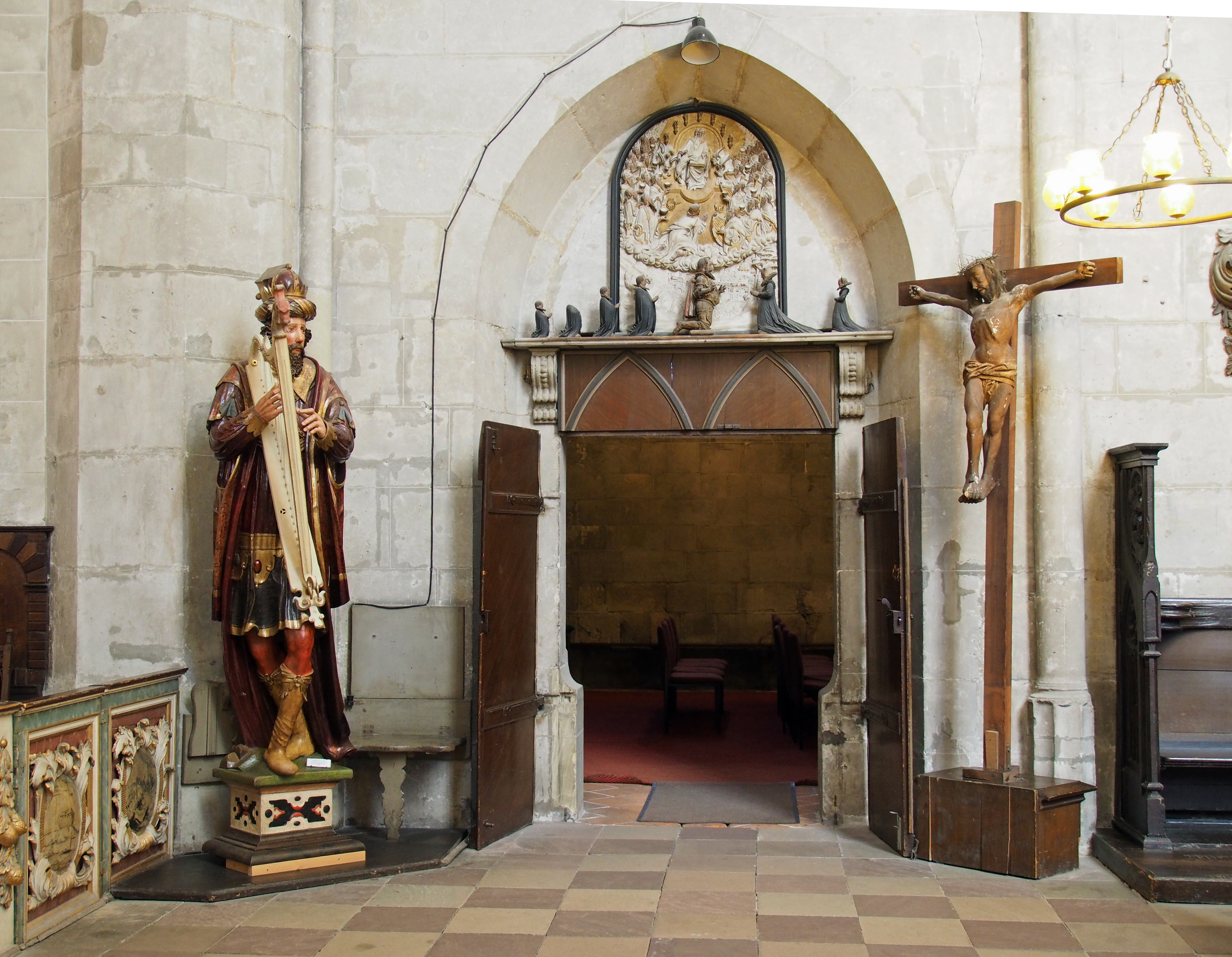
Eingang zur Kalandskapelle mit König-David-Figur (1663) (einst Stütze der Orgelempore)

Die Marktkirche St. Benedikti ist ein Kirchengebäude der evangelischen Kirchengemeinde in Quedlinburg.

## Baugeschichte
Die als Hallenkirche mit achteckigen Pfeilern und einem spätgotischen Chor aus dem 15. Jahrhundert erhaltene Marktkirche St. Benedikti wurde zuerst 1233 urkundlich erwähnt, ist aber wesentlich älter, da sie bereits 1173 geweiht wurde und noch romanische Reste zeigt. So befindet sich im südlichen Seitenschiff ein vermauertes romanisches Fenster, und auch im Turmwerk sind romanische Fenster erhalten.
Die beiden Westtürme der Marktkirche weisen unterschiedliche Höhen auf. Während der Nordturm auch heute noch, wie ursprünglich, 60 Meter in die Höhe ragt, ist der Südturm brandbedingt einige Meter niedriger. Beide Türme waren am 29. April 1901 samt Türmerwohnung abgebrannt, wurden später jedoch wieder originalgetreu aufgebaut. Die Turmebene der ehemaligen Türmerwohnung ist seit einigen Jahren wieder begehbar und bietet einen Rundblick auf die Altstadt nach Osten, Süden und Westen.
Die Kirche ist im Quedlinburger Denkmalverzeichnis eingetragen.

## Ausstattung
Die Kanzel wurde 1595 von der Familie v. Stamer gestiftet. Der Taufstein stammt aus dem Jahre 1648. Der Hochaltar aus dem Jahr 1700, der das Ostergeschehen thematisiert, wurde nach einem Entwurf des Mathematikprofessors Leonhard Christoph Sturm aus Wolfenbüttel vom Braunschweiger Bildhauer Joachim Querfurt angefertigt. Im südlichen Seitenschiff befindet sich noch ein spätgotischer Flügelaltar (um 1500). Den zentralen Blickfang im Mittelschrein bilden die fast lebensgroßen Figuren der Pietà (trauernde Maria mit dem toten Jesus), des heiligen Benedikt und des heiligen Nikolaus.
In der im Ostteil des nördlichen Seitenschiffs gelegenen Kalandskapelle sind mehrere sehenswerte Grabsteine, Pfarrerbilder und ein spätgotischer Marienaltar (um 1480) zu finden. Der Name der Kapelle leitet sich vom wohltätigen Orden des Mittelalters Kaland ab, dessen Mitglieder sich immer am ersten Tag des Monats (römisch: den Kalenden) hier trafen.

Altäre in St. Benedikti
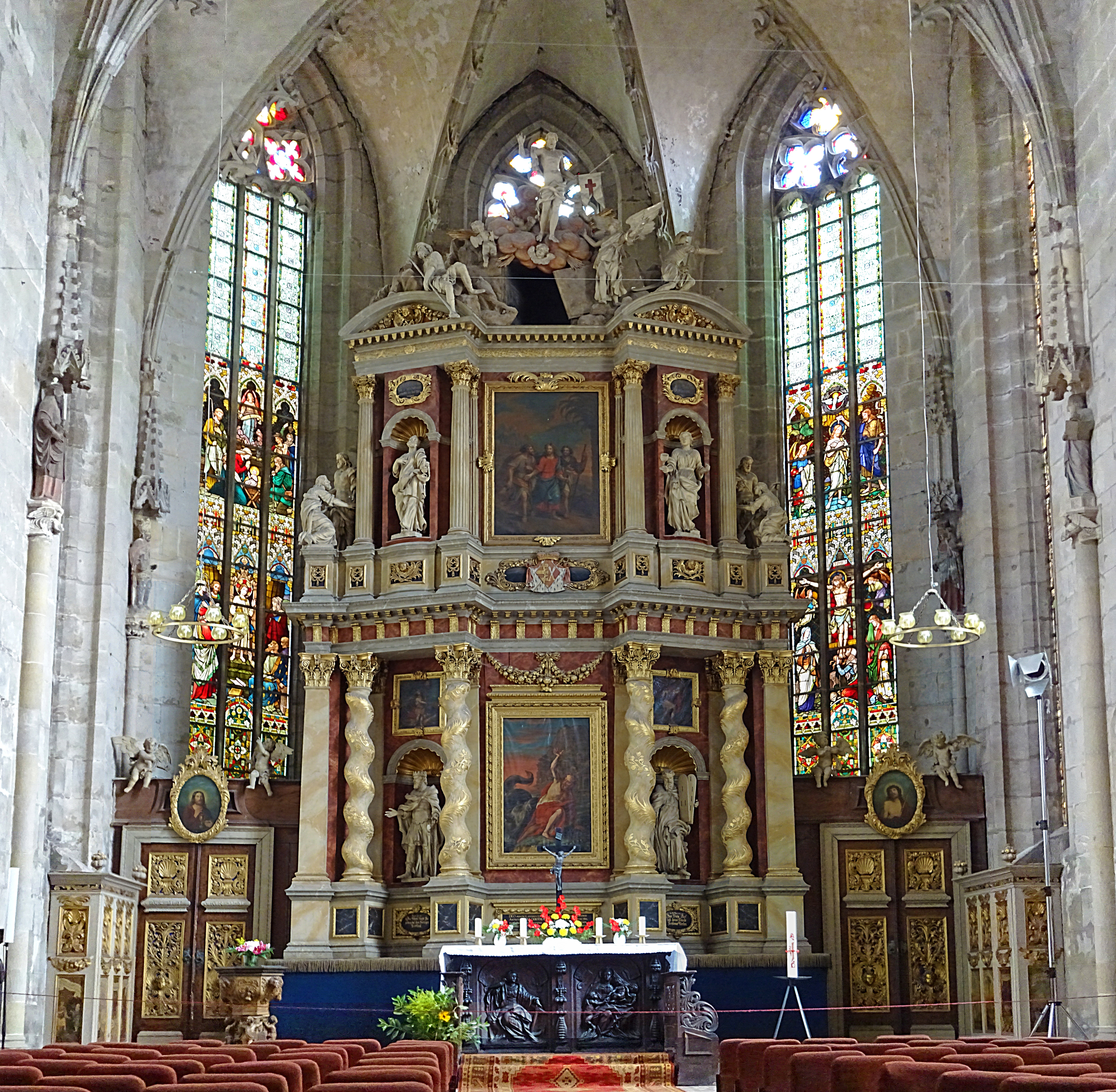
Hochaltar von 1700
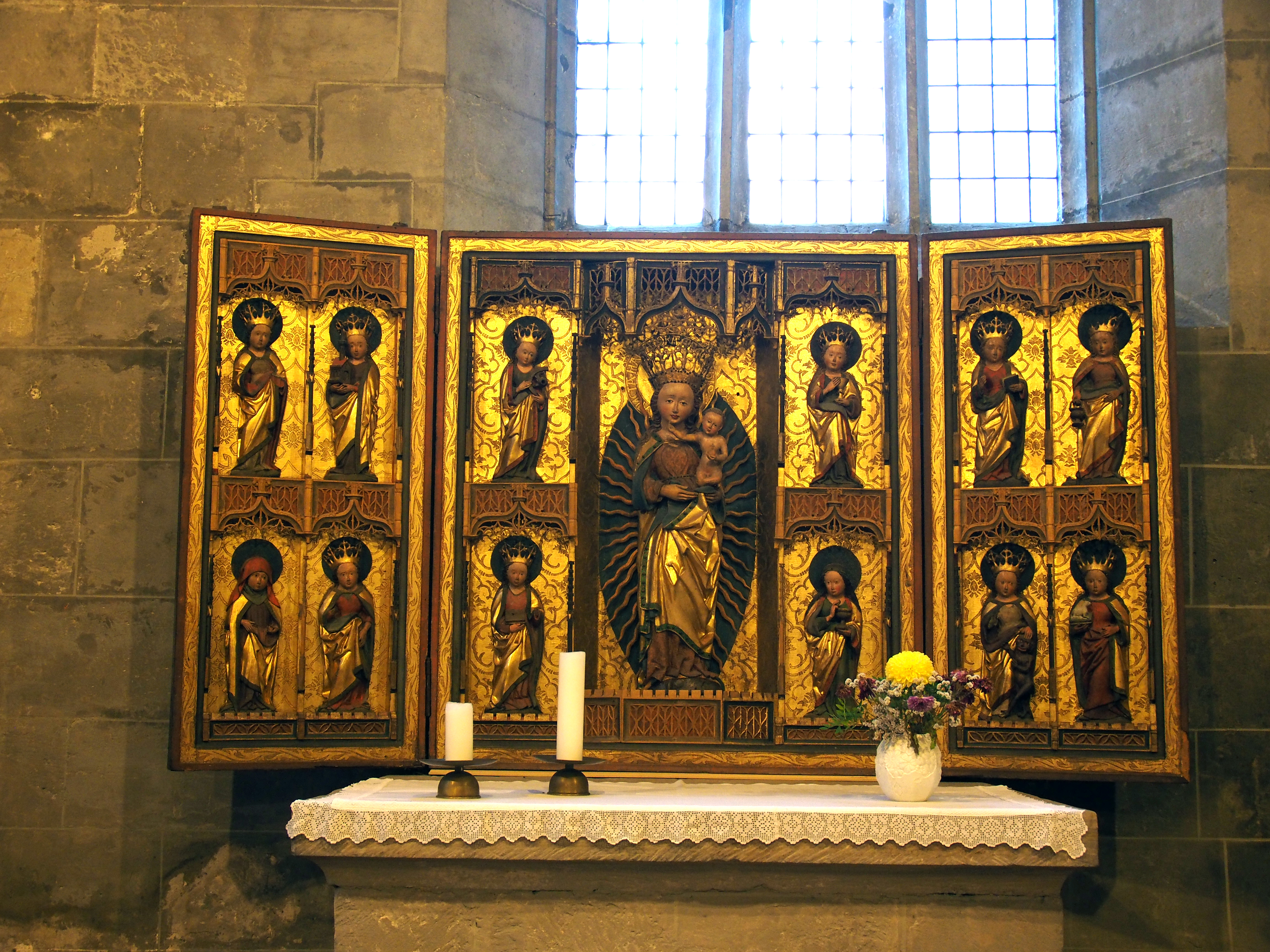
Marienaltar von 1480
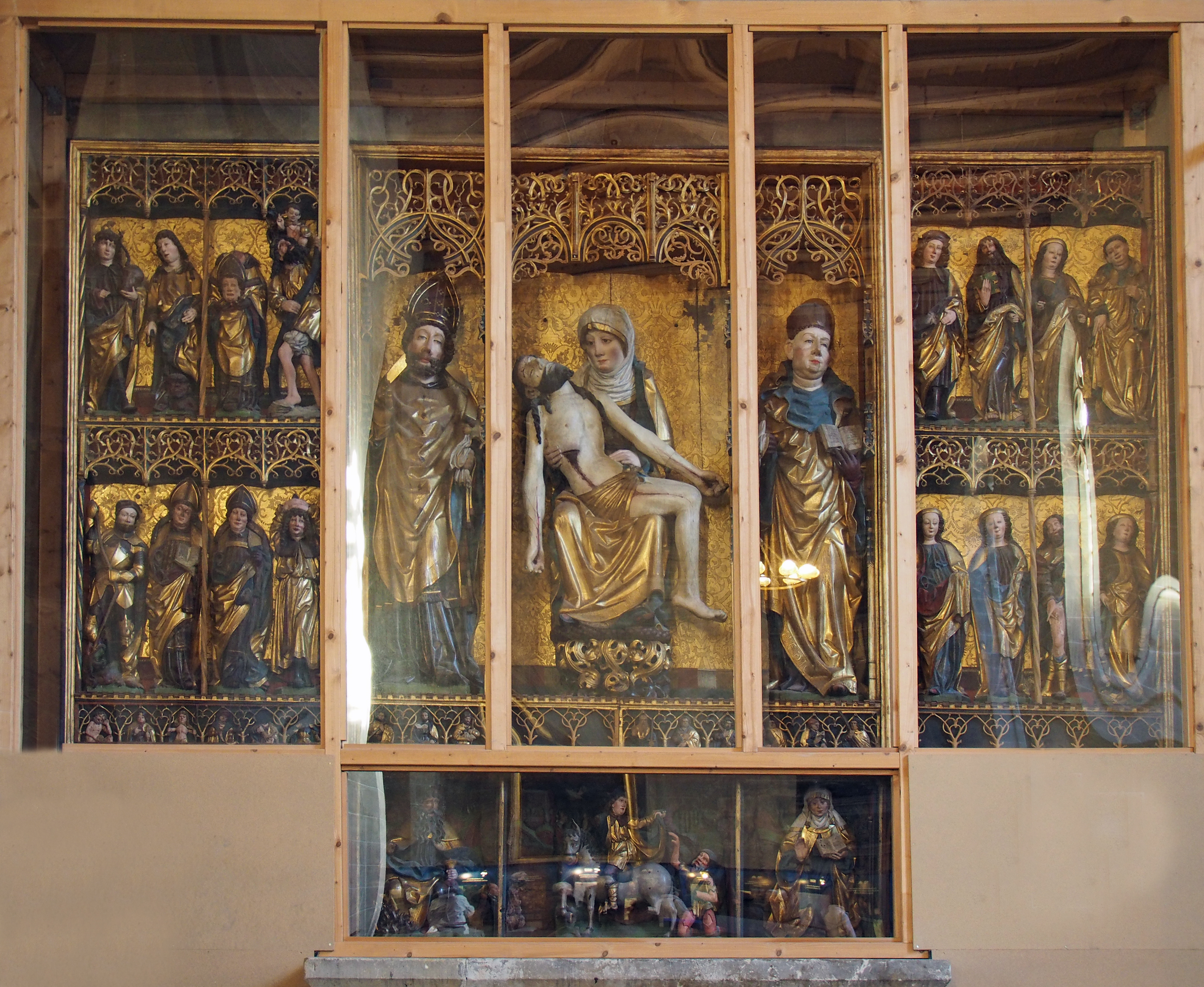
Vesperaltar um 1500

## Orgel

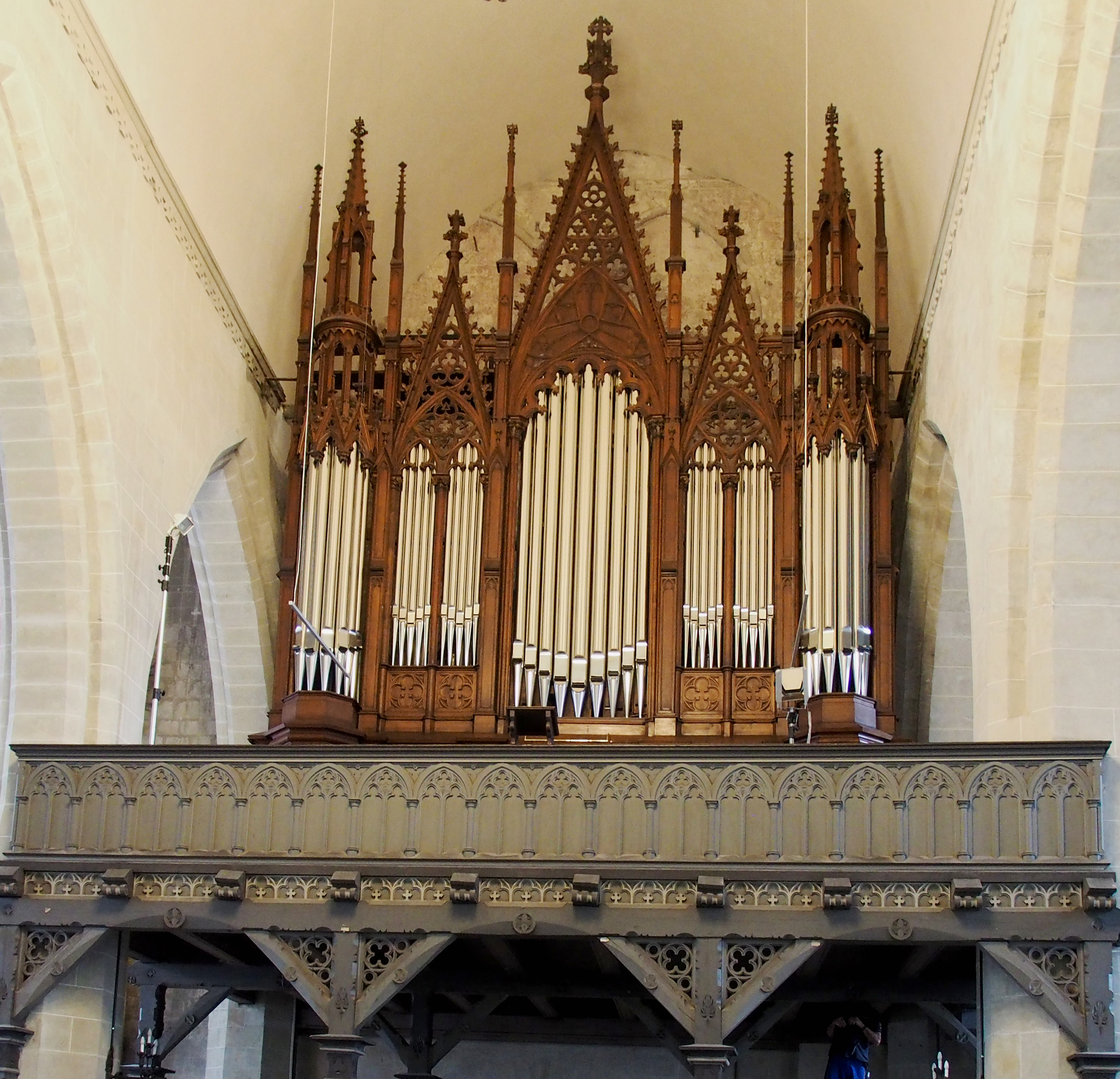
Die Röver-Orgel

Die Existenz einer Orgel in St. Benedikti wird erstmals für die Zeit um das Jahr 1510 erwähnt. Zum großen Reformationsjubiläum im Jahre 1717 existierten dann scheinbar zwei Orgeln, die aufeinander abgestimmt waren und gemeinsam musizieren konnten; das größere der beiden Instrumente hatte 2.928 Pfeifen und war mit der Silbermann-Orgel der Frauenkirche in Dresden und der Domorgel im Freiberger Dom vergleichbar. 1834 wurde dieses Instrument durch einen Neubau ersetzt.
Die heutige Orgel wurde 1888 von der Orgelbauanstalt Ernst Röver in Hausneindorf als Op. 10 geschaffen. Das Instrument ist weitgehend original erhalten. 1917 mussten die Prospektpfeifen aus Zinn für Kriegszwecke abgegeben werden; sie wurden später durch Nachbauten in Zink ersetzt. In den 1950er und 1960er Jahren wurden fünf Register des Brustwerks (II. Manual) im Sinne der „Orgelbewegung“ verändert (barockisiert).
Das Instrument hat 51 Register (3.310 Pfeifen) und eine Transmission auf Kastenladen, verteilt auf drei Manualwerke und Pedal. Die Spiel- und Registertrakturen sind pneumatisch. Hinter der Orgel befindet sich die große original erhaltene Balganlage; sie wird durch einen später ergänzten Windmotor in einer seitlichen Kammer mit Wind versorgt. Der Spieltisch steht frei, mittig vor der Orgel; der Organist blickt zum Altar.
Von Oktober 2018 bis Juni 2020 wurde die Orgel grundlegend durch die Orgelbaufirma Jehmlich restauriert. Die veränderten Register des zweiten Manuals wurden dabei wieder dem historischen Original nachgebildet. Die Einweihung fand am 13. und 14. Juni 2020 statt.
| I Hauptwerk C–g³ |                 |        |  |
| 01.              | Prinzipal       | 16′    |  |
| 02.              | Bordun          | 16′    |  |
| 03.              | Prinzipal       | 08′    |  |
| 04.              | Gamba           | 08′    |  |
| 05.              | Gemshorn        | 08′    |  |
| 06.              | Hohlflöte       | 08′    |  |
| 07.              | Gedackt         | 08′    |  |
| 08.              | Oktave          | 04′    |  |
| 09.              | Harmonieflöte 0 | 04′    |  |
| 10.              | Quinte          | 02 ⁄3′ |  |
| 11.              | Oktave          | 02′    |  |
| 12.              | Mixtur IV       |        |  |
| 13.              | Scharff III     |        |  |
| 14.              | Cornett IV      |        |  |
| 15.              | Trompete        | 16′    |  |
| 16.              | Trompete        | 08′    |  |

| II Brustwerk C–g³ |                |        |   |
| 17.               | Bourdon        | 16′    | n |
| 18.               | Prinzipal      | 08′    |   |
| 19.               | Rohrflöte      | 08′    |   |
| 20.               | Salicional     | 08′    | n |
| 21.               | Gedackt        | 08′    |   |
| 22.               | Traversflöte 0 | 04′    |   |
| 23.               | Oktave         | 04′    |   |
| 24.               | Quinte         | 02 ⁄3′ | n |
| 25.               | Oktave         | 02′    | n |
| 26.               | Mixtur IV      |        |   |
| 27.               | Klarinette     | 08′    | n |

| III Oberwerk C–g³ |                    |     |
| 28.               | Lieblich Gedackt 0 | 16′ |
| 29.               | Geigenprinzipal    | 08′ |
| 30.               | Fernflöte          | 08′ |
| 31.               | Violine            | 08′ |
| 32.               | Aeoline            | 08′ |
| 33.               | Vox Celeste        | 08′ |
| 34.               | Oktave             | 04′ |
| 35.               | Zartflöte          | 04′ |
| 36.               | Waldflöte          | 02′ |
| 37.               | Mixtur III         |     |

| Pedal C–f1 |                          |         |
| 38.        | Untersatz                | 32′     |
| 39.        | Prinzipal                | 16′     |
| 40.        | Violon                   | 16′     |
| 41.        | Subbass                  | 16′     |
| 42.        | Gedacktbass (= Nr. 28) 0 | 16′     |
| 43.        | Quinte                   | 10 2⁄3′ |
| 44.        | Oktavbass                | 08′     |
| 45.        | Flötenbass               | 08′     |
| 46.        | Gedacktbass              | 08′     |
| 47.        | Cello                    | 08′     |
| 48.        | Oktave                   | 04′     |
| 49.        | Cornett III              |         |
| 50.        | Posaune                  | 16′     |
| 51.        | Trompete                 | 08′     |
| 52.        | Clairon                  | 04′     |

- Koppeln: II/I, III/I, III/II, I/P, II/P
- Spielhilfen: Feste Kombinationen (pp, p, mf, f, ff, tutti, Koppeln ab)
- Anmerkungen:

n = Im Zuge der letzten Restaurierung entsprechend der originalen Disposition rekonstruiertes Register (nach Veränderungen in den 1950er/1960er Jahren)
1. ↑  Zwischenzeitlich umgebaut zu Waldflöte 2′.
2. ↑  Zwischenzeitlich umgebaut zu Quinte 2 2⁄3′.
3. ↑  Zwischenzeitlich umgebaut zu Terz 1 3⁄5′.
4. ↑  Zwischenzeitlich umgebaut zu Sifflöte 1′.
5. ↑  Zwischenzeitlich umgebaut zu Nasard 1 1⁄3′.

## Glocke
Die einzig verbliebene Kirchenglocke der Kirche wird Taufglocke genannt und ist der Muttergottes geweiht. Die fast zwei Tonnen schwere Glocke wurde im 13. Jahrhundert gegossen und trägt an der Schulter den Englischen Gruß in Form einer feinen geritzten Majuskelinschrift. Auf der Flanke ist ein Relief der thronenden Muttergottes mit Christuskind eingegossen.
Das leere Stuhlgefach und das darin befindliche Joch sind der Rest der ehemals größten Glocke. Diese wurde 1708 von Christian Ludewig Meyer aus Braunschweig gegossen, war aber bereits ein zweiter Umguss einer aus dem Jahre 1304 stammenden Glocke. Mit einem Durchmesser von 2,26 Metern gehörte sie zu den größten Glocken Mitteldeutschlands.

## Sonstiges

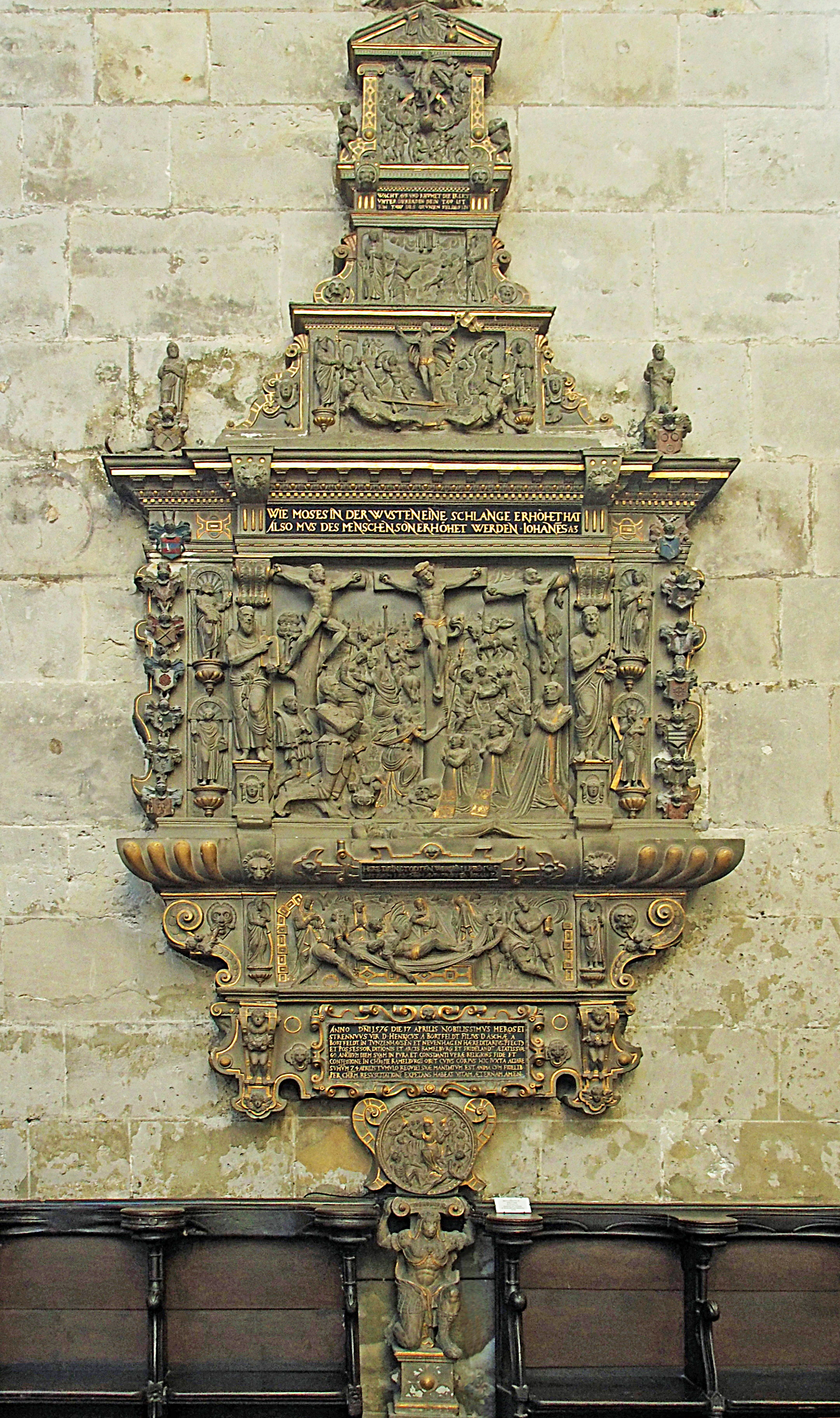
Renaissance-Epitaph des Freiherrn Heinrich von Bortfeld (1576)

Zwischen 1711 und 1714 wirkte der Komponist Gottfried Kirchhoff als Organist in der Kirche, unter dem Director musices Christian Friedrich Rolle (1709–1721). Von 1757 bis 1764 war der später bekannte Pädagoge Friedrich Gabriel Resewitz Pfarrer der Benediktikirche. Später war als Oberprediger und Superintendent an der Kirche Johann Heinrich Fritsch (* 1772; † 1829) tätig, der die erste vollständige Chronik Quedlinburgs Geschichte des vormaligen Reichsstifts und der Stadt Quedlinburg 1828 verfasste.
Durch das Sponsoring einer belgischen Gasfirma wird die Marktkirche seit Juni 2009 nachts angestrahlt.
Kleine Führungen durch Kirche und Turmwerk sind täglich möglich.
Dach und Dachstuhl der Kirche sind als Fauna-Flora-Habitat (FFH) für die Große-Mausohr-Fledermäuse ausgewiesen.
Nördlich der Kirche befindet sich, als letzter Rest der Grabanlagen des ehemaligen Marktfriedhofs, das 1726 entstandene Goetzsche Mausoleum. Zeitweise diente das weiter nördlich gelegene Haus Breite Straße 18 als Pfarrhaus der Gemeinde. Im Haus Marktkirchhof 16 befand sich die Knaben-Bürgerschule der Gemeinde.

## Oberpfarrer
- 1539–1545: Andreas Ernst
- 154?–1565: Johann Majus
- 1565–1570: Johann Regius
- 1571–1577: Johann Brendelin
- 1577–1598: Bartholomäus Bertram
- 1598–1612: Andreas Brand
- 1612–1635: Martin Titius
- 1635–1646: Andreas Freytag
- 1647–1656: Johann Höfer
- 1657–1661: Daniel Heimburger
- 1662–1684: Jacob Nicolaus Röser
- 1684–1689: Jacob Röser
- 1690–1698: Sethus Calvisius der Jüngere
- 1699–1701: Gerhard Meier
- 1703–1722: Friedrich Ernst Kettner
- 1723–1733: Joachim Quenstedt
- 1734–1749: Johann Röttger Himme
- 1749–1757: Heinrich Meene
- 1757–1767: Friedrich Gabriel Resewitz
- 1767–1769: Johann Gottlieb Lindau
- 1769–1794: Georg Christoph Hallensleben
- 1795–1804: Wilhelm Christoph Besser
- 1804–1829: Johann Heinrich Fritsch
- 1830–1850: Wilhelm Schmidt
- 1851–1867: Ferdinand Heinisch
- 1868–1872: Anton Schmidt
- 1873–1905: Johann Martin Gottfried Ludwig Busch
- 1906–1927: Wilhelm Koch
- 1928–1947: Hans von Stein
- 1933 vereinigt als Erste Pfarrstelle St. Blasii-Benedikti
- 1948–1971: Friedrich Caesar